# Badminton-Bundesliga 2012/13
Die Badminton-Bundesliga-Saison 2012/2013 war die 42. Spielzeit der Badminton-Bundesliga. Gestartet wurde sie mit zehn Mannschaften. Die ersten drei Mannschaften der Liga spielten in den Play-offs um den Meistertitel. Die letzten beiden Mannschaften stiegen ab. Die jeweiligen Meister der 2. Bundesliga Nord und Süd stiegen auf. Meister wurde die SG EBT Berlin.

## Modus
Hauptrunde
In der Hauptrunde, die sich in eine Hin- und Rückrunde unterteilt, trafen alle Mannschaften anhand eines vor der Saison festgelegten Spielplans zweimal aufeinander; je einmal in der eigenen Halle und einmal in der Halle des Gegners. Der Sieger jedes Spiels erhielt zwei Punkte, bei einem Unentschieden erhielten beide Mannschaften je einen Punkt.
Play-off-Runde
Im Anschluss an die Hauptrunde wurde der deutsche Meister in einer Play-off-Runde ermittelt, wo im Halbfinale der Zweite gegen den Dritten der Hauptrunde traf. Der Sieger spielte anschließend gegen den Ersten der Hauptrunde im Finale. Das Heimrecht hatte die Mannschaft, die in der Tabelle höher platziert ist.

## Mannschaften
1. BC Bischmisheim

Olga Konon, Emma Wengberg, Lisa Heidenreich, Dieter Domke, Marcel Reuter, Kristof Hopp, Michael Fuchs, Johannes Schöttler, Lukas Schmidt, Dominic Becker, Team-Manager: Thomas Tesche, Kristof Hopp
SG EBT Berlin

Juliane Schenk, Anne-Christin Reiter, Lotte Jonathans, Karoliine Hõim, Nicole Grether, Wong Choong Hann, Chetan Anand, Bastian Zimmermann, Karsten Lehmann, Robert Blair, Kenneth Jonassen, Sven Eric Kastens, Chow Pak Chuu, Kęstutis Navickas, Jacco Arends, Tan Bin Shen, Trainer: Juliane Schenk, Team-Manager: Manfred Kehrberg
1. BC Beuel

Birgit Michels, Heather Olver, Hannah Pohl, Marc Zwiebler, Ingo Kindervater, Andre Kurniawan Tedjono, Andreas Heinz, Sebastian Strödke, Trainer und Team-Manager: Roland Maywald
BV Gifhorn

Raul Must, Sebastian Schöttler, Maurice Niesner, Till Zander, Robert Hinsche, Daniel Porath, Carola Bott, Alexandra Langley, Staša Poznanović, Gitte Köhler
SC Union 08 Lüdinghausen

Karin Schnaase, Selena Piek, Vanessa Kiehl, Natalya Voytsekh, Yuhan Tan, Vladislav Druzhchenko, Endra Kurniawan, Ruud Bosch, Josche Zurwonne, Thomas Bölke, Trainer: Rachmat Hidajat, Team-Manager: Michael Schnaase
1. BC Düren

Sandra Marinello, Mariana Agathangelou, Elizabeth Cann, Airi Mikkelä, Ilse Vaessen, Rajiv Ouseph, Carl Baxter, Jürgen Koch, Peter Zauner, Saruul Shafiq, Michael Pütz, Team-Manager: Michael Pütz
TV Refrath

Chloe Magee, Carla Nelte, Iris Tabeling, Mette Stahlberg, Muhammad Hafiz Hashim, Richard Domke, Max Schwenger, Denis Nyenhuis, Kai Waldenberger, Raphael Beck, Team-Manager: Danny Schwarz
PTSV Rosenheim

Nicol Bittner, Barbara Bellenberg, Julia Kunkel, Isabel Herttrich, Tan Chun Seang, Hannes Käsbauer, Peter Käsbauer, Oliver Roth, Arno Kohl, Matthias Almer, Trainer: Manfred Ernst, Team-Manager: Manfred Ernst, Rena Eckart
SV Fischbach 1959

Alina Hammes, Carissa Turner, Monika Radovska, Svenja Weyrauch, Kathrin Becker, Linda Reuther, Julia Schwing, Fabian Hammes, Sebastian Rduch, Jonas Geigenberger, Julian Degiuli, Jan Huyhsen, Christopher Klein, Julian Reuther, Edgar Hammes, Trainer und Team-Manager: Edgar Hammes
1. BV Mülheim

Johanna Goliszewski, Petra Reichel, Katharina Altenbeck, Judith Meulendijks, Alexander Roovers, Dharma Gunawi, Marcus Ellis, Gregory Schneider, Steffen Hohenberg, Jorrit de Ruiter, Dmytro Zavadsky, Trainer: Boris Reichel, Team-Manager: Dharma Gunawi und Bernd Schäfers
Fettgeschrieben: Kapitän

## Hallen
Damit in einer Halle ein Bundesligaspiel durchgeführt werden kann, muss sie mindestens 7 Meter hoch sein und 50 Sitzplätze vorweisen. Die Hallen 2012/13 sind:
| Verein                   | Hallenname                              | Sitzplätze(Innenraum) | größte Meisterschaften                  |
| 1. BC Bischmisheim       | Joachim-Deckarm-Halle                   |                       | bis 2005 Bitburger Open                 |
| TV Refrath               | Die Halle Steinbrecher                  | 500                   |                                         |
| 1. BC Beuel              | Erwin-Kranz-Halle                       | 250(1000)             | Deutsche Meisterschaft 2004, 2005, 2008 |
| PTSV Rosenheim           | Luipoldhalle                            |                       |                                         |
| SG EBT Berlin            | Sporthalle Samariterstraße              |                       |                                         |
| SC Union 08 Lüdinghausen | Sporthalle St.Antonius-Gymnasium        |                       |                                         |
| 1. BC Düren              | Sporthalle des Nelly-Pütz-Berufskollegs |                       |                                         |
| BV Gifhorn               | Sporthalle Flutmulde                    |                       | DBV-Ranglistenturnier                   |
| SV Fischbach             | Barbarossahalle Kaiserslautern          | 1000                  |                                         |
| 1. BV Mülheim            | RWE Rhein-Ruhr-Sporthalle               | 2500                  | German Open                             |

## Tabelle nach der Vorrunde
| Rang | Verein                   | Gespielt | G  | U | V  | Punkte | Spiele | Sätze   | Spielpunkte |
| 1.   | SG EBT Berlin (M)        | 18       | 12 | 6 | -  | 30:6   | 78:30  | 166:73  | 4632:3784   |
| 2.   | 1. BC Bischmisheim       | 18       | 12 | 4 | 2  | 28:8   | 75:33  | 161:83  | 4729:3992   |
| 3.   | 1. BC Mülheim            | 18       | 10 | 6 | 2  | 26:10  | 72:36  | 159:84  | 4638:3898   |
| 4.   | SC Union 08 Lüdinghausen | 18       | 11 | 4 | 3  | 26:10  | 72:36  | 155:87  | 4622:3915   |
| 5.   | 1. BC Beuel              | 18       | 7  | 7 | 4  | 21:15  | 61:47  | 134:101 | 4160:4060   |
| 6.   | TV Refrath               | 18       | 4  | 7 | 7  | 15:21  | 49:59  | 114:135 | 4360:4531   |
| 7.   | 1. BC Düren (N)          | 18       | 6  | 2 | 10 | 14:22  | 43:65  | 100:142 | 3930:4531   |
| 8.   | PTSV Rosenheim           | 18       | 4  | 4 | 10 | 12:24  | 41:67  | 95:153  | 4096:4743   |
| 9.   | BV Gifhorn               | 18       | 2  | 2 | 14 | 6:30   | 26:82  | 67:172  | 3856:4684   |
| 10.  | SV Fischbach (N)         | 18       | -  | 2 | 16 | 2:34   | 23:85  | 57:178  | 3652:4596   |

## Kreuztabelle
| Saison 2012/2013 | Saison 2012/2013        | 1BCB (1) | SEBT (2) | BCBU (3) | PSVR (4) | BVGF (5) | SCUL (6) | 1BDÜ (7) | TVRH (8) | SVFI (9) | 1BVM (10) |
| 1.               | BC Bischmisheim (1BCB)  |          | 3:3      | 2:4      | 4:2      | 4:2      | 4:2      | 5:1      | 6:0      | 5:1      | 6:0       |
| 2.               | SG EBT Berlin (SEBT)    | 4:2      |          | 4:2      | 5:1      | 5:1      | 4:2      | 5:1      | 6:0      | 5:1      | 3:3       |
| 3.               | 1. BC Beuel (BCBU)      | 3:3      |          | 5:1      | 3:3      | 2:4      | 5:1      | 4:2      | 3:3      | 3:3      |           |
| 4.               | PTSV Rosenheim          | 0:6      | 0:6      | 3:3      |          | 5:1      | 1:5      | 2:4      | 3:3      | 4:2      | 4:2       |
| 5.               | BV Gifhorn (BVGF)       | 0:6      | 1:5      | 0:6      | 2:4      |          | 2:4      | 4:2      | 0:6      | 5:1      | 1:5       |
| 6.               | SCU Lüdinghausen (SCUL) | 3:3      | 3:3      | 5:1      | 5:1      | 6:0      |          | 3:3      | 5:1      | 5:1      | 4:2       |
| 7.               | 1. BC Düren (1BDÜ)      | 2:4      | 1:5      | 1:5      | 5:1      | 5:1      | 3:3      |          | 6:0      | 4:2      | 0:6       |
| 8.               | TV Refrath (TVRH)       | 3:3      | 3:3      | 3:3      | 3:3      | 6:0      | 3:3      | 3:3      |          | 5:1      | 2:4       |
| 9.               | SV Fischbach (SVFI)     | 1:5      | 0:6      | 2:4      | 1:5      | 3:3      | 1:5      | 2:4      | 1:5      |          | 0:6       |
| 10.              | 1. BV Mülheim (1BVM)    | 3:3      | 3:3      | 3:3      | 4:2      | 6:0      | 4:2      | 6:0      | 5:1      | 6:0      |           |

## Play-offs
Halbfinale
1. BC Bischmisheim – 1. BV Mülheim 5:1
Finale
SG EBT Berlin – 1. BC Bischmisheim 4:1